# Mälardalsrådet
Mälardalsrådet är den politiska samverkansorganisationen för kommunerna och regionerna i Stockholm-Mälarregionen. Mälardalsrådet samlar medlemmarna i en ideell förening för arbetet med gemensamma strategiska frågor på storregional nivå. Organisationen bildades 1992 och driver medlemmarnas frågor inom infrastruktur, transporter och kompetensförsörjning i samarbete med näringsliv och akademi.

## Mälardalsrådets syfte och mål
Mälardalsrådets uppgift är att vara ett forum för samverkan i strategiska frågor avseende en sammanhållen funktionell arbetsmarknads-, utbildnings-, bostads- och transportregion och en stark kunskapsregion samt skapa förutsättningar för dess medlemmar att agera samfällt. För storregionala arbeten rörande transportinfrastrukturen är Mälardalsrådet en ledande och sammanhållande kraft. Stockholm-Mälarregionen inbegriper de samverkande länen Stockholm, Uppsala, Västmanland, Örebro, Södermanland, Östergötland, Gotland, Gävleborg, Värmland och Dalarna.
Mälardalsrådet samlar representanter från Stockholm-Mälarregionen från politik, näringsliv och akademi och är en plattform där medlemmarna kan utbyta kunskap, erfarenheter och resurser för att gemensamt möta samhällsutmaningar och främja utvecklingen.
Verksamheten utgår från två inriktningsmål:
- En sammanhållen region vilket innebär en gemensam funktionell arbetsmarknads-, utbildnings- och bostadsregion.
- En stark kunskapsregion vilket innebär en region med god och hög utbildning, väl fungerande kompetensförsörjning och stark innovationsförmåga.

Verksamheten leds genom styrelsen och Rådet där medlemmarna, kommuner och regioner, är representerade. Ordförande i styrelsen är sedan 2023 Jens Sjöström (S), investeringsregionråd i Region Stockholm. Kansliet finns i Stockholm och leds av generalsekreteraren.
Mälardalsrådet har två fokusområden:
- Infrastruktur och transporter: Regionerna i Mälardalsrådets transportpolitiska samarbete (En Bättre Sits-samarbetet) arbetar tillsammans för en sammanhållen, hållbar region med infrastruktur och kollektivtrafik som underlättar människors vardag och stärker näringslivet. Samarbetet vårdar och vidareutvecklar den länsöverskridande och politiskt genomarbetade utvecklingsstrategin (Systemanalysen) för Stockholm-Mälarregionens transportsystem samt är plattformen för det gemensamma opinionsbildande arbetet för regionens infrastrukturprioriteringar.
- Kompetensförsörjning: Regionerna och kommunerna i Mälardalsrådets storregionala samarbete för strategisk kompetensförsörjning (En Bättre Matchning) arbetar tillsammans för en ökad matchning mellan utbildningsutbudet hos högskolan och yrkeshögskolan och Stockholm-Mälarregionens arbetsmarknadsbehov. Genom dialog med lärosäten, gemensamma kunskapsunderlag och opinionsbildning strävar Mälardalsrådet efter en stärkt kompetensförsörjning med särskilt fokus på två yrkesområden, lärare och samhällsbyggare.

Mälardalsrådet driver även Greater Stockholm Network, ett nätverk för ledande företrädare från politik, akademi och näringsliv i Stockholm-Mälarregionen. Syftet är att stärka relationerna och samverkan mellan sektorerna för en internationellt mer konkurrenskraftig region.

## Medlemmar

### Stockholms län
Region Stockholm, Ekerö kommun, Haninge kommun, Huddinge kommun, Järfälla kommun, Norrtälje kommun, Nykvarns kommun, Nynäshamns kommun, Salems kommun, Sigtuna kommun, Sollentuna kommun, Solna stad, Sundbybergs stad, Södertälje kommun, Upplands-Bro kommun, Värmdö kommun, Vallentuna kommun

### Södermanlands län
Region Sörmland, Eskilstuna kommun, Flens kommun, Gnesta kommun, Katrineholms kommun, Nyköpings kommun, Oxelösunds kommun, Strängnäs kommun, Trosa kommun, Vingåkers kommun

### Örebro län
Region Örebro län, Hallsbergs kommun, Hällefors kommun, Karlskoga kommun, Kumla kommun, Laxå kommun, Lindesbergs kommun, Nora kommun, Örebro kommun

### Uppsala län
Region Uppsala, Enköpings kommun, Håbo kommun, Heby kommun, Knivsta kommun, Tierps kommun, Uppsala kommun, Älvkarleby kommun, Östhammars kommun

### Västmanlands län
Region Västmanland, Arboga kommun, Fagersta kommun, Hallstahammars kommun, Kungsörs kommun, Köpings kommun, Norbergs kommun, Sala kommun, Skinnskattebergs kommun, Surahammars kommun, Västerås stad

### Associerade medlemmar
Region Dalarna, Region Gotland, Region Gävleborg, Region Värmland, Region Östergötland, Gävle kommun, Karlstads kommun, Linköpings kommun, Norrköpings kommun, Smedjebackens kommun, Malung-Sälens kommun